# Ciro Alegría Bazán
Ciro Alegría Bazán (Hacienda Quilca, Huamachuco, 4 de novembre de 1909 - Chaclacayo, 17 de febrer de 1967) va ser un escriptor i polític peruà. La seva novel·la El mundo es ancho y ajeno és una de les obres més representatives de la literatura indigenista de Llatinoamèrica.
De vida agitada, es va casar diverses vegades. En l'àmbit polític, va militar a l'APRA (estant fins i tot empresonat, perseguit, exiliat i a punt de morir a mans de la policia peruana) encara que després va renegar d'aquest partit i del seu líder, Haya de la Torre).